# Таньямор, Гарри
Гарри Таньямор (филипп. Harry Tañamor; род. 20 августа 1977, Замбоанга) — филиппинский боксёр, представитель первой наилегчайшей весовой категории. Выступал за сборную Филиппин по боксу на всём протяжении 2000-х годов, серебряный и бронзовый призёр чемпионатов мира, победитель Кубка мира, чемпион Азии, обладатель серебряной медали Азиатских игр, победитель и призёр многих турниров международного значения, участник двух летних Олимпийских игр.

## Биография
Гарри Таньямор родился 20 августа 1977 года в городе Замбоанга, Филиппины.
Первого серьёзного успеха на взрослом международном уровне добился в сезоне 2001 года, когда вошёл в основной состав филиппинской национальной сборной и побывал на чемпионате мира в Белфасте, откуда привёз награду бронзового достоинства, выигранную в зачёте первой наилегчайшей весовой категории. Кроме того, выступил на Играх Юго-Восточной Азии в Куала-Лумпуре и на Мемориале Феликса Штамма в Варшаве.
В 2002 году завоевал серебряную медаль на Азиатских играх в Пусане, уступив в решающем финальном поединке корейцу Ким Ги Соку. Помимо этого, стал серебряным призёром на международном турнире Gee-Bee в Хельсинки, на турнире Альгирдаса Шоцикаса в Каунасе, одержал победу на Кубке Акрополиса в Афинах.
На мировом первенстве 2003 года в Бангкоке вновь получил бронзу, в полуфинале первого наилегчайшего веса проиграл китайцу Цзоу Шимину. Также победил на Играх Юго-Восточной Азии в Ханое, на Афроазиатских играх в Индии, взял бронзу на международном турнире Green Hill в Пакистане и серебро на турнире Альгирдаса Шоцикаса в Каунасе.
Благодаря череде удачных выступлений удостоился права защищать честь страны на летних Олимпийских играх 2004 года в Афинах — в категории до 48 кг благополучно прошёл первого соперника по турнирной сетке, таджика Шерали Достиева, тогда как во втором бою со счётом 25:45 потерпел поражение от представителя Южной Кореи Хон Му Вона.
В 2005 году отметился победами на Кубке короля в Бангкоке и на чемпионате Азии в Хошимине.
На чемпионате мира 2007 года в Чикаго стал серебряным призёром в первом наилегчайшем весе, проиграв в финале Цзоу Шимину.
В 2008 году был лучшим на Кубке президента АИБА в Тайбэе и на Кубке мира в Москве. Стал единственным филиппинским боксёром, кому удалось пройти отбор на Олимпийские игры в Пекине — на сей раз в категории до 48 кг он в первом же поединке со счётом 3:6 потерпел поражение от малоизвестного боксёра из Ганы Маньо Планджа и сразу же выбыл из борьбы за медали.
После пекинской Олимпиады Таньямор ещё в течение некоторого времени оставался в составе боксёрской команды Филиппин и продолжал принимать участие в крупнейших международных соревнованиях. Так, в 2009 году он выиграл серебряную медаль на Играх Юго-Восточной Азии в Вьентьяне, уступив в финале тайцу Кеу Понгпраюну, и выступил на мировом первенстве в Милане, где уже в 1/16 финала первого наилегчайшего веса был остановлен армянином Оганесом Даниеляном.